# UFC on ESPN: Luque vs. dos Anjos
UFC on ESPN: Luque vs. dos Anjos（ユーエフシー・オン・イーエスピーエヌ：ルケ・バーサス・ドス・アンジョス、別名UFC on ESPN 51）は、アメリカ合衆国の総合格闘技団体「UFC」の大会の一つ。2023年8月12日、ネバダ州ラスベガスのUFC APEXで開催された。

## 大会概要
本大会はビセンテ・ルケとハファエル・ドス・アンジョスのウェルター級戦が組まれた。

## 試合結果

### プレリミナリーカード
第1試合 女子フライ級 5分3R
○  ルアナ・サントス vs.  ジュリアナ・ミラー ×
1R 3:41 TKO（スタンドパンチ連打）
第2試合 バンタム級 5分3R
○  ダモン・ブラックシア vs.  ホゼ・ジョンソン ×
1R 3:47 ツイスター
第3試合 女子ストロー級 5分3R
○  ジャケリン・アモリム vs.  モンツェラート・ルイス ×
3R 3:41 TKO（パウンド）
第4試合 ヘビー級 5分3R
○  マルティン・ブダイ vs.  ジョシュ・パリジアン ×
1R 4:11 キムラロック
第5試合 フェザー級 5分3R
○  アイザック・ダルガリアン vs.  フランシス・マーシャル ×
1R 4:48 TKO（グラウンドの肘打ち連打）
第6試合 ライト級 5分3R
○  テランス・マッキニー vs.  マイク・ブリーデン ×
1R 1:25 TKO（スタンドパンチ連打）
第7試合 バンタム級 5分3R
○  マーカス・マギー vs.  JP・ベイズ ×
1R 2:19 KO（右フック）

### メインカード
第8試合 189ポンド契約 5分3R
○  ジョシュ・フレムド vs.  ジェイミー・ピケット ×
3R終了 判定3-0（30-27、30-27、30-27）
※フレムドの体重超過によりミドル級から変更。
第9試合 189.5ポンド契約 5分3R
○  AJ・ドブソン vs.  テフォン・チュクウィ ×
3R終了 判定3-0（29-28、29-28、29-28）
※チュクウィの体重超過によりフェザー級から変更。
第10試合 女子ストロー級 5分3R
○  ヤスミン・ルシンド vs.  ポリアナ・ヴィアナ ×
2R 3:42 肩固め
第11試合 ライトヘビー級 5分3R
○  カリル・ラウントリー・ジュニア vs.  クリス・ドーカス ×
1R 2:40 TKO（左ストレート→パウンド）
第12試合 フェザー級 5分3R
○  カブ・スワンソン vs.  ハキーム・ダオドゥ ×
3R終了 判定3-0（29-28、29-28、29-28）
第13試合 ウェルター級 5分5R
○  ビセンテ・ルケ vs.  ハファエル・ドス・アンジョス ×
5R終了 判定3-0（49-46、48-47、48-47）

### 各賞
ファイト・オブ・ザ・ナイト：該当無し
パフォーマンス・オブ・ザ・ナイト：カリル・ラウントリー・ジュニア、ヤスミン・ルシンド、マーカス・マギー、ダモン・ブラックシア
各選手にはボーナスとして5万ドルが授与された。

### カード変更
負傷などによるカードの変更は以下の通り。